# Josiah Henson (antiesclavagiste)
Pour les articles homonymes, voir Henson.
Pour le lutteur né en 1922, voir Josiah Henson (lutte).
Josiah Henson, né le 15 juin 1789 dans le comté de Charles et mort le 5 mai 1883 à Dresden (en), est un auteur, abolitionniste et un ministre américano-canadien.
Né en esclavage dans le village de Port Tobacco Village au Maryland, il se réfugie dans le Haut-Canada (actuel Ontario) en 1830 et fonde à Dawn, près de Dresden (en) dans le comté de Kent, une colonie et une école ouvrière pour d'autres esclaves fugitifs.
L'autobiographie de Henson est un récit d'esclave nommé The Life of Josiah Henson, Formerly a Slave, Now an Inhabitant of Canada, as Narrated by Himself (en) (1849) aurait inspiré le personnage principal de La Case de l'oncle Tom (1852) d'Harriet Beecher Stowe. Après le succès du roman de Stowe, Henson publie une version améliorée de ses mémoires, Truth Stranger Than Fiction. Father Henson's Story of His Own Life (1858). L'intérêt pour sa vie continue et près de deux décennies plus tard, son histoire de vie est encore mise à jour et publiée sous le titre de Uncle Tom's Story of His Life: An Autobiography of the Rev. Josiah Henson (1876).

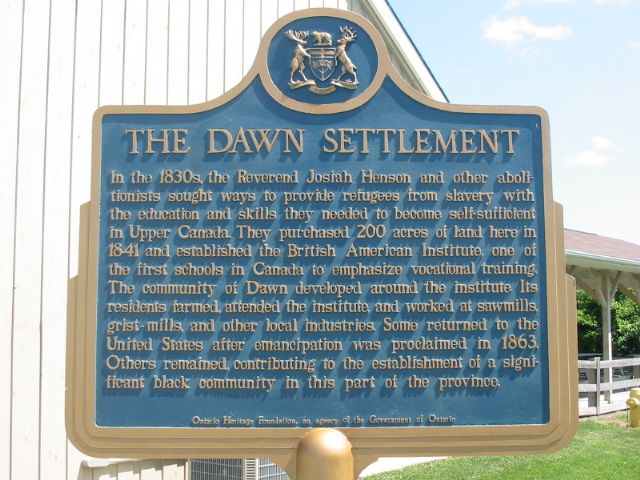
Plaque commémorative provinciale de l'Ontario sur la colonie de Dawn.